# Dolichomastigaceae
Dolichomastigaceae, porodica zelenih algi, dio reda Dolichomastigales. Donedavno su bile priznate samo četiri vrste, a 2019. u nju je uključen i rod Microrhizoidea.

## Rodovi
1. Dolichomastix Manton
2. Microrhizoidea Wetherbee, 2019